# Villa Lattes
Villa Lattes è una villa veneta realizzata nel comune di Istrana, in provincia di Treviso, dall'architetto veneziano Giorgio Massari. L'opera, edificata probabilmente intorno al 1715, fu commissionata da Paolo Tamagnino. La villa prende il nome dal suo ultimo proprietario, l'avvocato Bruno Lattes.
Villa Lattes viene considerata il primo importante lavoro del Massari, dal momento che l'architetto veneziano attese alla sua costruzione dalla giovane età di ventotto anni. Tra l'architetto e l'agiato mercante committente, con ogni probabilità, correvano rapporti di amicizia se non di parentela, ipotesi supportate dal fatto che Giorgio Massari risulterà l'erede della villa alla morte del Tamagnino. Sotto il profilo stilistico la villa si inserisce perfettamente nella tradizione veneta e le citazioni palladiane sono ben riconoscibili.
La villa è incorniciata da due barchesse colonnate ad andamento curvo che ospitavano le strutture per le attività agricole (allevamento dei bachi, tessitura della seta). L'ingresso al corpo centrale si raggiunge passando attraverso il piccolo ma curato parco antistante la struttura. Lungo il muro di cinta si colloca una chiesetta, proprietà della villa.
L'esterno è piuttosto sobrio, privo di eccessi o superfetazioni, mentre all'interno sono conservati gli innumerevoli oggetti (automi, meccanismi e carillon) acquistati da Bruno Lattes, ultimo proprietario della villa, nei suoi lunghi viaggi. Villa Lattes vanta una collezione di carillon tra le più ricche d'Europa.
La villa è visitabile.

## Storia
Villa Lattes venne commissionata dal mercante veneziano Paolo Tamagnino, raffigurato in un ovale marmoreo a bassorilievo tuttora conservato nella chiesetta annessa alla villa. In questa effigie si legge in eleganti caratteri epigrafici Paulus Tamagninus erexit a fundamentis, testimoniando così la sua "qualifica" di fondatore del complesso. La data, 4 luglio 1715, rinvenuta sul retro della pala d'altare nella stessa chiesetta, relativa alla collocazione dei dipinti, è da ritenersi la data entro cui collocare tutti gli edifici dell'architetto Massari. Non vi sono documenti che accertino la paternità della villa al Massari, tuttavia è a lui riconosciuta per evidenti motivi di stile e per lo stretto rapporto che lo legava al Tamagnino. Morto il committente, nel 1735, il non più giovane Massari ne sposò la vedova Pisana Bianconi con la quale trascorse i suoi ultimi anni nella villa da lui stesso progettata; alcune ipotesi lasciano pensare ad un antico amore latente, portato avanti durante il matrimonio e felicemente concluso dopo la morte del Tamagnino. In realtà questo matrimonio serviva per garantire all'erede della sostanza ed alla usufruttuaria di unire gli scarsi introiti dell'eredità, gravata da non pochi oneri. Pisana Bianconi, che non ebbe figli dal primo matrimonio, a causa dell'età avanzata tantomeno poté darne al Massari. Alla morte di quest'ultimo, avvenuta nel 1766, su disposizioni del Tamagnino, che in vita aveva previsto la situazione, la villa con tutti i terreni di pertinenza passò a Giandomenico Bianchi; dal 1772 alla famiglia Negri e nel 1842 venne acquistata da Abramo Lattes.
L'ultimo proprietario della villa fu l'avvocato Bruno Lattes che l'ebbe in eredità dalla famiglia. Negli ultimi anni della sua esistenza dedicò tempo ed energie per riportare la struttura ai fasti perduti. Bruno Lattes era figlio di una benestante famiglia israelita insediatasi a Treviso nei primi anni dell'Ottocento, si laureò poco più che ventenne e all'età di 23 anni conseguì la libera docenza in diritto civile. Questa figura, amante della musica, dell'arte, della buona cucina e delle belle donne seppe condurre una carriera impeccabile tanto da essere considerato uno dei maggiori civilisti del foro trevigiano. Il Lattes è ricordato anche per la sua generosità, nelle sue campagne infatti trovarono occupazione numerosi fittavoli della zona e si narra che mai nessuno venne cacciato per morosità o ritardo nei pagamenti. Una volta ritiratosi dall'attività forense dedicò la sua vita alla villa, tenuta dai suoi predecessori come poco più che per una casa di campagna. Al suo buon gusto e al suo amore per le arti si devono gli arredi, il parco e i numerosi oggetti portati dai suoi lunghi viaggi.
Su disposizioni del Lattes, alla sua morte, la villa venne lasciata al comune di Treviso; non fu ereditata dal comune in cui sorge per le preoccupazioni del proprietario riguardo allo stato di conservazione e manutenzione di beni storico-artistici già presenti e, non improbabile, per i dissapori con la popolazione locale alimentati negli anni del secondo conflitto mondiale a causa della persecuzione degli ebrei; il Lattes infatti era di famiglia israelita. Nel 2004 l'amministrazione comunale di Istrana ha acquistato la villa e, nel 2013, ha avviato un'opera di restauro per la realizzazione di una nuova sede museale, con predisposizione per il futuro utilizzo degli edifici annessi.

## Descrizione

### La villa

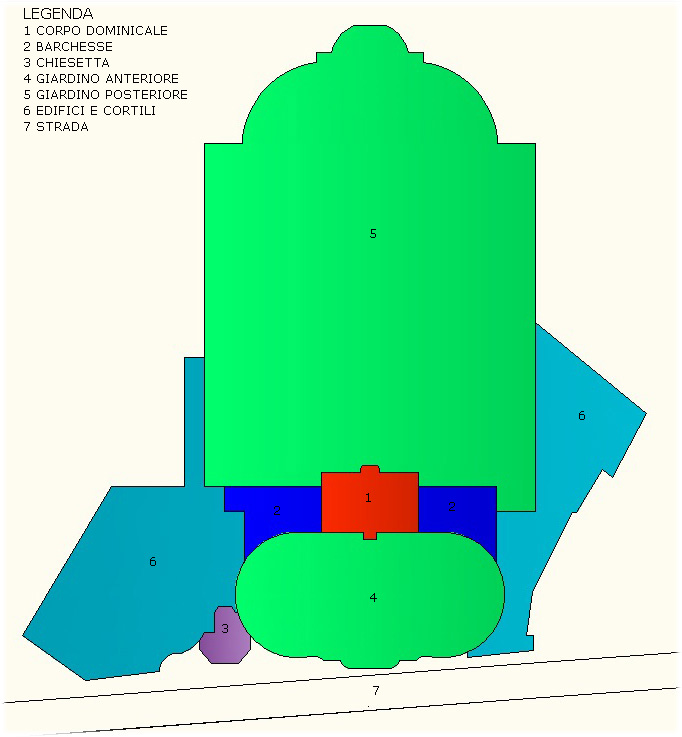
Villa Lattes: planimetria schematica generale

Poco si sa di certo sulla formazione del Massari ma, essendo villa Lattes la sua prima grande opera, analizzandone attentamente lo stile si possono cogliere i modelli di riferimento del giovane architetto. Dal punto di vista compositivo si distinguono un corpo centrale emergente e due corpi ad esso collegati minori per altezza, poi la chiesetta e due padiglioni sul retro. Il complesso, così com'è descritto, si pone nella tradizione della campagna veneta a quel tempo già costellata dalle numerose ville palladiane e non solo. La distinzione volumetrica scandisce le diverse funzioni dei corpi: l'apparato centrale è la casa dominicale, unita per mezzo di archi terrazzati ai due volumi laterali, le barchesse, destinate ad uso agricolo. Le barchesse si incurvano secondo un tracciato quasi ellissoidale ripreso e portato a termine dal muro di cinta entro il quale è incastonato il fianco della chiesetta, la cui facciata principale si apre sull'attuale strada regionale.
Analizzando la pianta e l'alzato della dimora padronale si può ritrovare la consueta tripartizione verticale ed orizzontale del volume, diffusissima nei palazzi veneziani. Una delle riprese palladiane più evidenti è certamente l'asse centrale che collega visivamente il cancello centrale d'ingresso con il cancello posteriore che chiude il brolo, passando naturalmente attraverso il salone centrale del corpo padronale e il lungo viale scandito da sculture che termina in un ninfeo. Altre due direttrici simmetriche si possono tracciare dalle finestre del muro di cinta, passando attraverso gli archi terrazzati che raccordano il corpo centrale e le barchesse, raggiungendo due nicchie ornate di trofei nel muro settentrionale. Un altro motivo palladiano si riscontra osservando l'andamento dell'abbaino, le cui ali traforate da due oculi ricordano la parte terminale delle barchesse di villa Barbaro-Volpi di Maser, nella quale questo profilo fungeva da stratagemma per mascherare le colombaie con l'inserimento in facciata di due meridiane.
Altra citazione palladiana è la serliana, finestra ad arco tra due aperture architravate, qui ripetuta in facciata in tutti i piani, all'ultimo la serliana viene armoniosamente raccordata al timpano secondo una composizione che ricorda il fastigium delle prime basiliche paleocristiane (ad esempio San Giovanni in Laterano). Il gusto palladiano via via si affievolisce con l'incurvarsi delle barchesse, motivo che testimonia come il Massari sentisse l'influenza del Barocco e del Barocchetto, in cui l'ellisse entra nella composizione architettonica, ma senza dimenticare la tradizione di cui è erede. Dunque il giovane architetto veneziano con garbo e rispetto riesce ad impadronirsi del linguaggio della tradizione e allo stesso tempo crea qualcosa di nuovo grazie all'integrazione di nuove forme, si può parlare di innovazione nella tradizione architettonica locale.

### Il parco

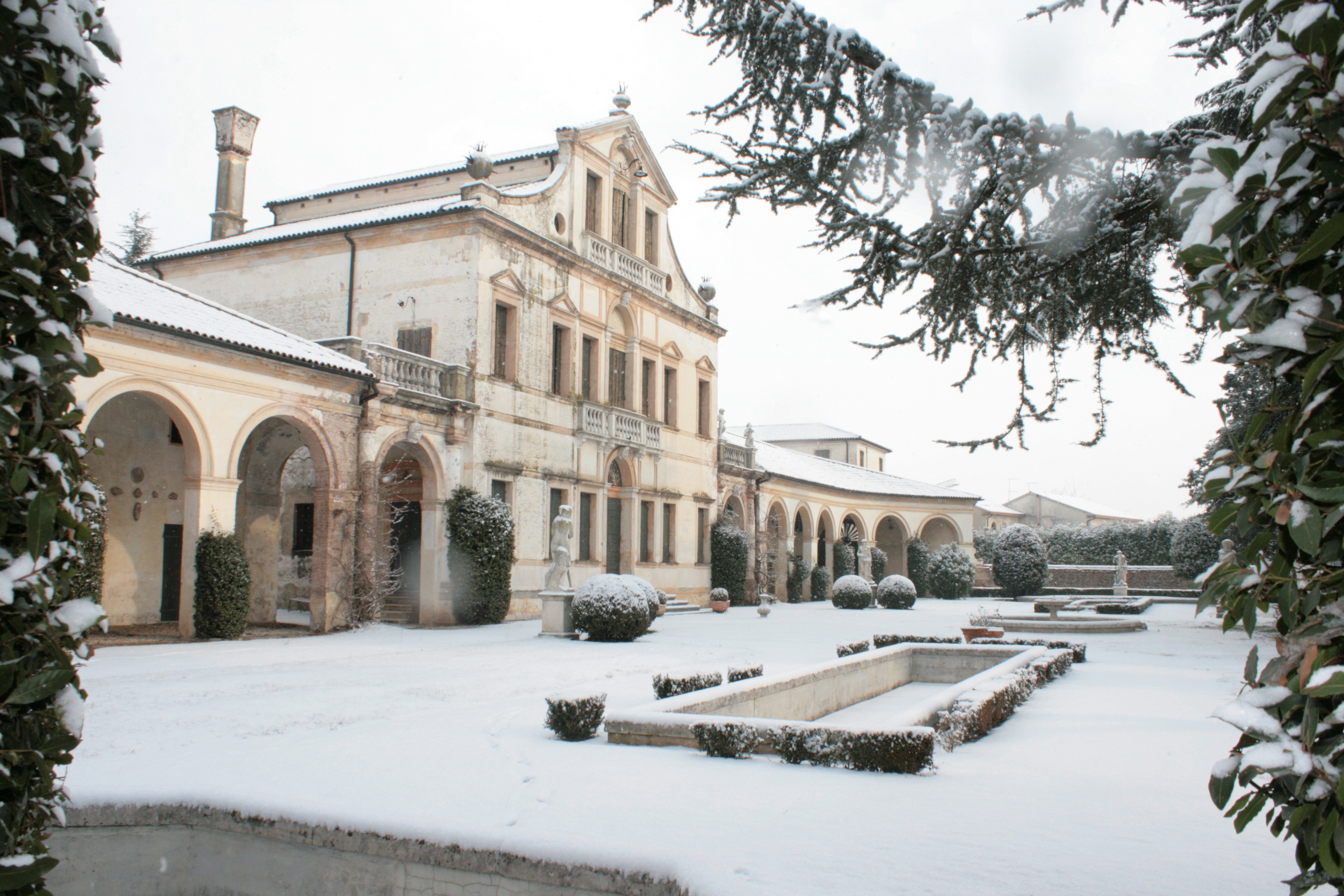
Scorcio invernale di villa Lattes: nella foto il parco anteriore, le barchesse e il corpo dominicale.

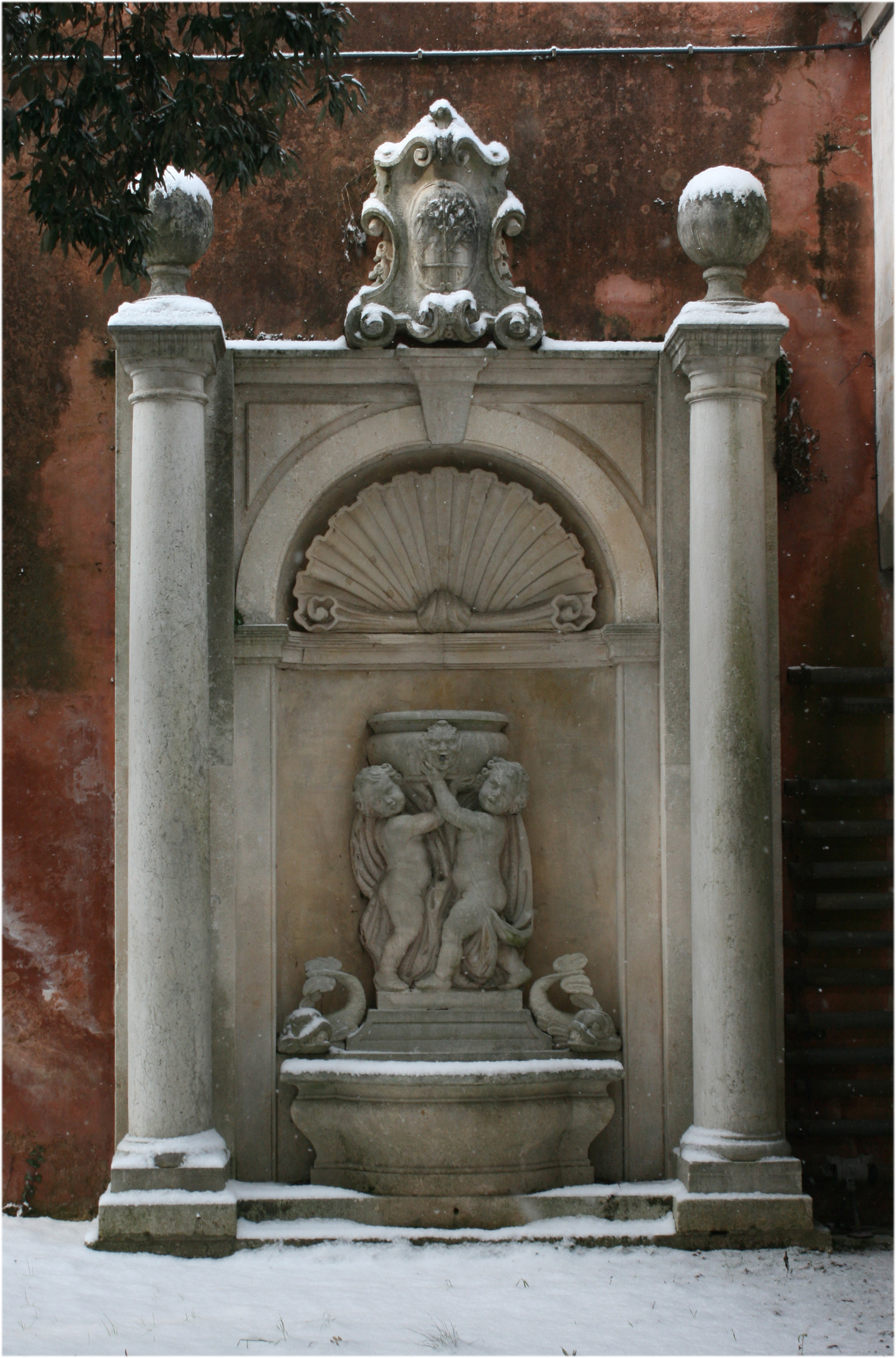
Villa Lattes: fontana dei putti

Il piccolo parco oggi appare sotto le sembianze volute dall'avvocato Lattes intorno agli anni trenta. Il progetto e la disposizione di piante, specchi d'acqua e statue sono stati curati dall'architetto Guido Costante Sullam che, seguendo l'impianto planimetrico del Massari, mantiene il perimetro ellissoidale del giardino anteriore e inserisce dei trofei nel muro perimetrale settentrionale e colloca la fontana dei putti presso la barchessa orientale interpretando così dei punti di fuga strategici per chi ammira il giardino. Solamente due delle statue presenti sembrano essere quelle originali della villa, le altre sarebbero state acquistate dal Lattes al mercato antiquario. Esse rappresentano divinità della mitologia classica, una in particolare sembrerebbe raffigurare l'allegoria dell'Inverno, in essa Lattes vedeva la rappresentazione del non lontano Montello. Grazie all'armoniosa fusione del verde con gli specchi d'acqua e l'architettura della villa, il giardino meridionale si configura come una sorta di locus amoenus che appaga l'animo e l'intelletto nella mite e tranquilla campagna trevigiana.
Il parco settentrionale invece era tenuto a brolo (con vigneto e frutteti). Al tempo dell'avvocato il brolo era delimitato da due lunghe peschiere (oggi interrate) sulle quali si specchiava la serie dei dodici Cesari, quasi a ricordare il Canopo di villa Adriana a Tivoli. Sui lati minori il brolo è delimitato da due padiglioni con portale e lesene a bugnato dal gusto squisitamente barocco. Le uniche sculture presenti nella villa dall'epoca della sua fondazione sono due statue attribuite ad Orazio Marinali erte su alti plinti poligonali. Si tratta di una figura maschile seminuda con un elmo deposto ai piedi ed una femminile indossante elmo ed armatura recante un globo. Non è facile una loro interpretazione, si tratta probabilmente della pace e della guerra, o della fortezza e della poesia, o ancora dell'estate e l'inverno. La serie dei busti dei dodici Cesari, in marmo greco, scandiscono elegantemente il ritmo del viale nel giardino nord. L'iconografia di ogni singolo imperatore si riallaccia alla tradizione rinascimentale frequente in pittura e talvolta espressa in scultura: le variazioni riguardano sia la fisionomia sia i drappeggi del manto sopra l'armatura. Da annoverare tra le opere presenti nel parco è la fontana dei putti, su progetto del Sullam, che si colloca a chiusura dell'infilata della barchessa orientale creando uno scorcio tanto gradevole quanto celebrativo della società settecentesca.

### La chiesetta

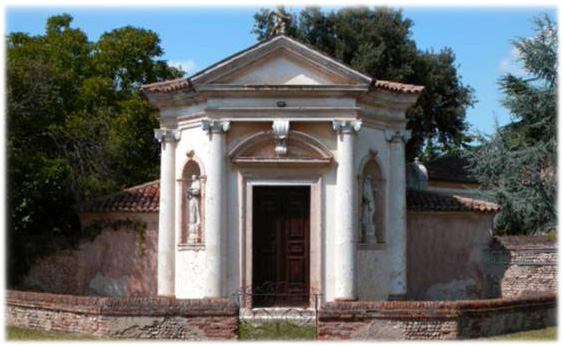
Villa Lattes: fronte della chiesetta annessa alla villa

La chiesetta è di modeste dimensioni ma la giustapposizione degli elementi in facciata le conferisce monumentalità. Si trova incastonata nel muro di cinta della villa e funge da punto di contatto tra i signori che vi accedevano direttamente dal giardino e dal popolo di villici che entrava dalla strada. La pianta è ottagonale con quattro lati minori curvi alla maniera del Borromini, l'influsso Barocco si sente nella licenziosa tripartizione della facciata che vorrebbe citare un tipico loggiato palladiano dove i tre piani del fronte sono armonizzati e portati ad unità grazie alla trabeazione poggiante su semicolonne e tre quarti di colonna ioniche. Il fronte vede l'inserimento del portale sovrastato da un timpano semicircolare interrotto da un modiglione che si aggancia alla trabeazione, sulla quale monta il grande timpano. Le facciate adiacenti a quella centrale ospitano ciascuna una nicchia con la statua di un santo. Un basso muretto e un pregevole cancelletto, disegnato dal Massari, in ferro battuto a riccioli barocchi cinge la chiesetta riservando uno spazio intimo pregno di sacralità. L'interno è a sala unica, sobria e luminosa, movimentata dagli aggetti dei portali ed arricchita dagli arredi e dai dipinti. La pala d'altare, "Immacolata Concezione", e la tela sulla volta, "Padre Eterno", sono state commissionate direttamente da Paolo Tamagnino a Jacopo Amigoni.

### Gli interni della villa

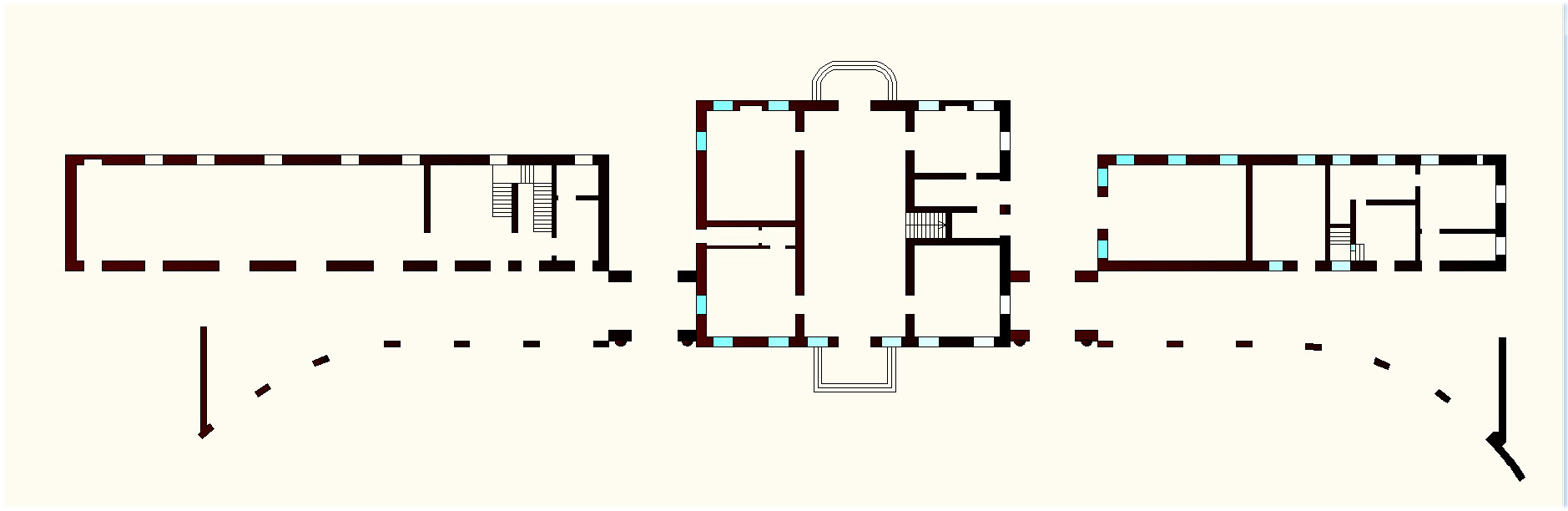
Villa Lattes: pianta schematica del piano terra

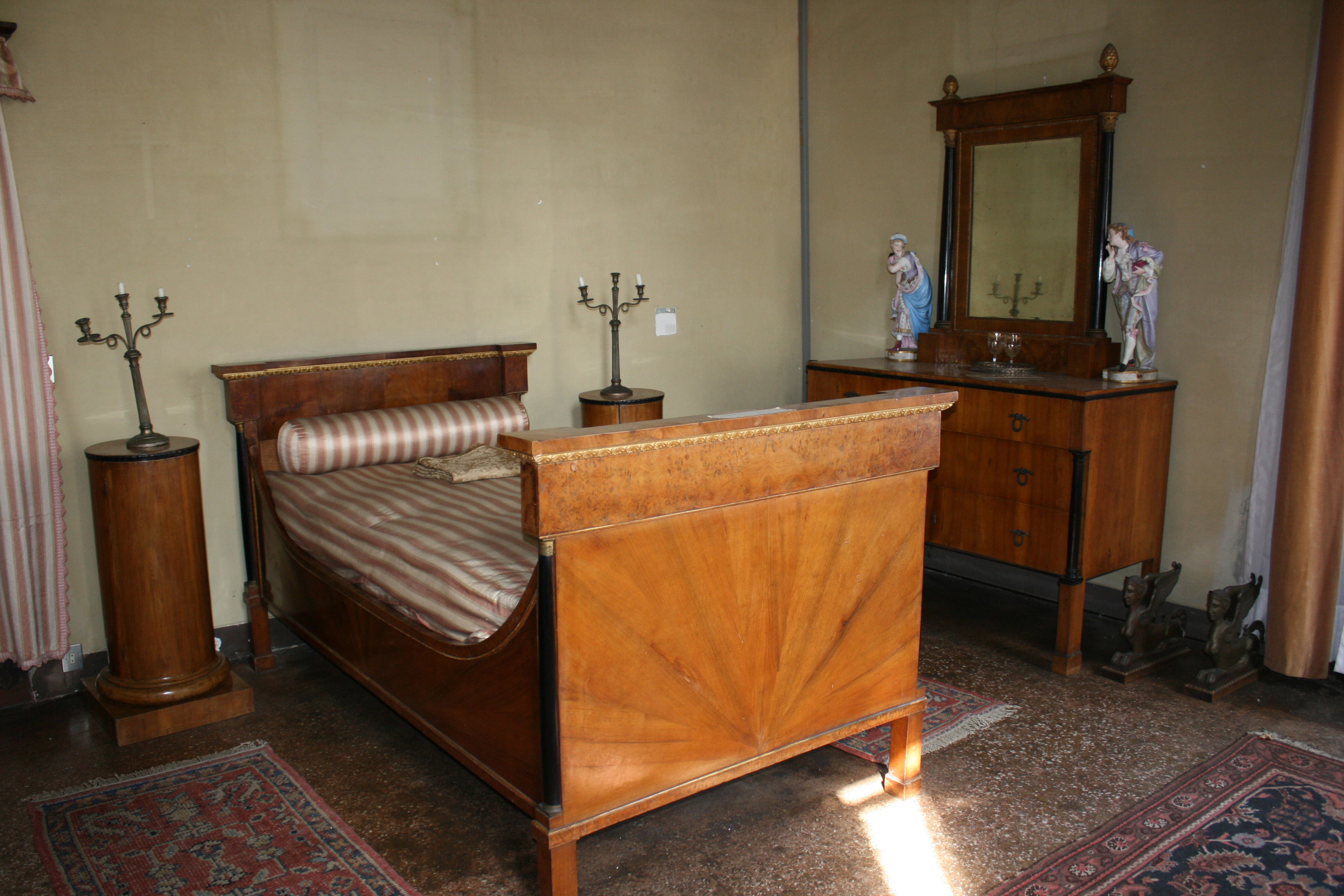
Villa Lattes: la camera per gli ospiti

Planimetricamente l'interno segue la tradizione veneta con il consueto salone passante centrale e le sale laterali per le varie attività del vivere. Questo schema si ripete al piano superiore mentre l'attico è occupato da due camere ed un disimpegno. Tutte le stanze sono semplici e luminose ad eccezione dei saloni che sono impreziositi e movimentati da timpani aggettanti sulle porte e da lesene tuscaniche sulle quali poggia una trabeazione che incornicia l'intero ambiente, infine un elegante arcone inquadrato dall'ordine porta alle scale. I soffitti sono formati da travi squadrate alla Sansovina. Tutti gli oggetti che arredano le stanze sono lo specchio della mente giocosa e curiosa dell'avvocato Lattes che nella sua permanenza sempre cercò di scoprire caratteri e particolarità dei suoi predecessori nella villa e non solo, vi portò innumerevoli ricordi, spesso bizzarri, dai suoi viaggi. Tra i dipinti presenti figurano la "Nereide rapita", il "Contadino con olla e contadino con tacchino"; poi le ceramiche savonesi; i busti.
Nel salotto orientale, che conserva il pavimento ligneo originale, si trovano i ritratti di Pisana Bianconi, Giorgio Massari e Bruno Lattes. Anche il salotto occidentale conserva l'originale pavimento ligneo, curioso è il ciclo pittorico della "Parabola del figliol prodigo" nella quale il Lattes identificava la vita del Massari, a suo avviso libertina in gioventù. La cucina è senza ombra di dubbio la stanza che più restituisce la tiepida atmosfera della vita nelle tipiche case venete grazie al focougeidhfnijlnserva l'originale caminetto in marmo di Carrara e le stoviglie personalizzate con le immagini della villa disegnate dal Malossi ed eseguite dalla ditta Tommasini. La camera dell'avvocato, secondo le dicerie testimone di giochi erotici ineffabili, è in realtà arredata con buon gusto, e, cosa strana per un ebreo dai miti tratti atei, è la presenza di un inginocchiatoio sotto ad un crocefisso. Emblema della generosità del Lattes è la camera degli ospiti, preziosamente arredata ed ospitale, non solo, è direttamente prossima ad un grande e moderno bagno dotato di acqua corrente calda e fredda, una vera sciccheria per quei tempi nella pianura veneta. Tra le collezioni del Lattes sono da annoverare le raccolte orientali, lo stendardo imperiale cinese, le ceramiche céladon, i vetri e le ceramiche cloisonnés.

#### La collezione di automi e carillon
Nel suo libro, Memorie di un avvocato ottimista, l'avvocato Lattes espresse il desiderio di voler raccogliere quanto di gioioso e burlesco avesse allietato la sua vita e di omettere quanto fosse stato doloroso e infausto. La sua raccolta di giocattoli meccanici, che essenzialmente sono oggetti musicali, rispecchia la sua passione per la musica, fin da giovane si dilettava distintamente al violoncello. Nel 1953 il Lattes accolse uno dei massimi esperti nel campo dei meccanismi, Alfred Chapuis, che in quegli anni stava per redigere un nuovo trattato, la Histoire de la Boîte à Musique et de la Musique mécanique.
Nella sua visita in compagnia di un altro conoscitore della materia, Enrico Morpugo, lo Chapuis affermò che la collezione Lattes raccoglieva elementi unici di cui nemmeno poteva immaginare l'esistenza. La raccolta infatti era piuttosto varia, dal semplice carillon alla "monferrina" e al cosiddetto armonium. I carillon sono spesso nascosti all'interno di cofanetti o soprammobili, spesso recanti un effetto sorpresa. Tra i giocattoli vi sono bambole, uomini o animali che si muovono compiendo gesti simili al vero. Tra i meccanismi più rari e interessanti si annoverano:

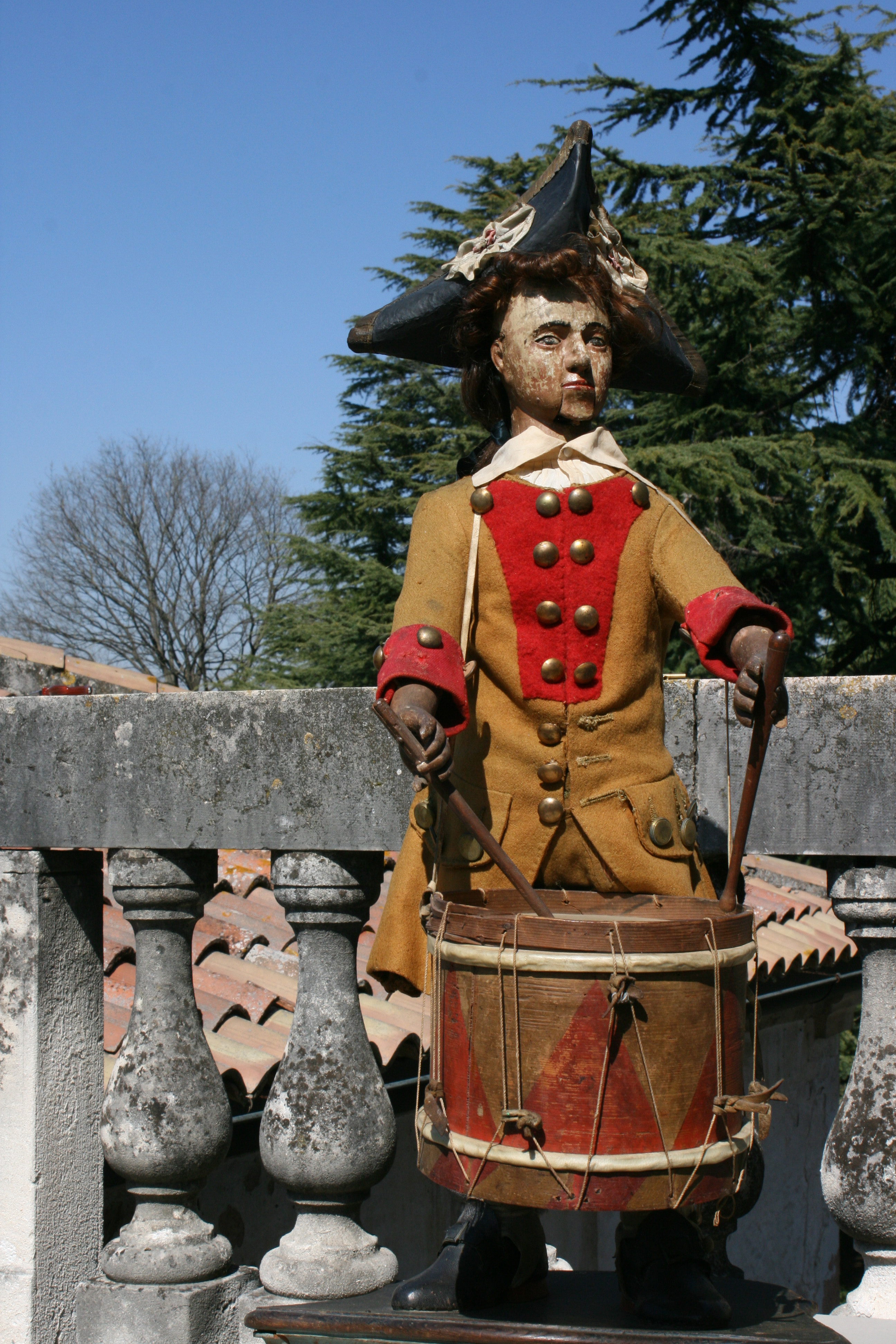
Villa Lattes: il tamburino, pezzo della collezione Lattes

- Villa Lattes: il tamburino, pezzo della collezione Lattes il Tamburino: esemplare unico e mai ripetuto risalente alla metà del '700, sfiora il metro di altezza ed indossa la divisa della milizia veneta. Il corpo è in legno dipinto, i capelli sono naturali, le scarpe sono in pelle. L'oggetto, se accuratamente caricato, funziona tutt'oggi;
- il marchese fumatore: di produzione francese. La sigaretta che regge in mano fuma davvero grazie all'aria aspirata ed emessa da un piccolo mantice;
- la scimmia che suona il banjo: è l'unico esemplare di animale umanizzato della raccolta. La scimmia elegantemente vestita simula il gesto del pizzicare lo strumento e il canto, muovendo la bocca;
- L'indovina: questo pupazzo dall'espressione stregonesca si esibisce su una scatola contenente le pedine del domino, il suo movimento fa in modo che la bacchetta magica indichi il numero da cui avrà inizio il gioco;
- la bambola che si incipria: graziosa ed elegante questa bambolina alterna il gesto di portare al viso il piumino e lo specchio;
- il pagliaccio che suona l'arpa: interessante per i materiali impiegati, la testa infatti è di celluloide, il pupazzo suona un'arpa dal suono più prossimo a quello di un'arpa scordata;

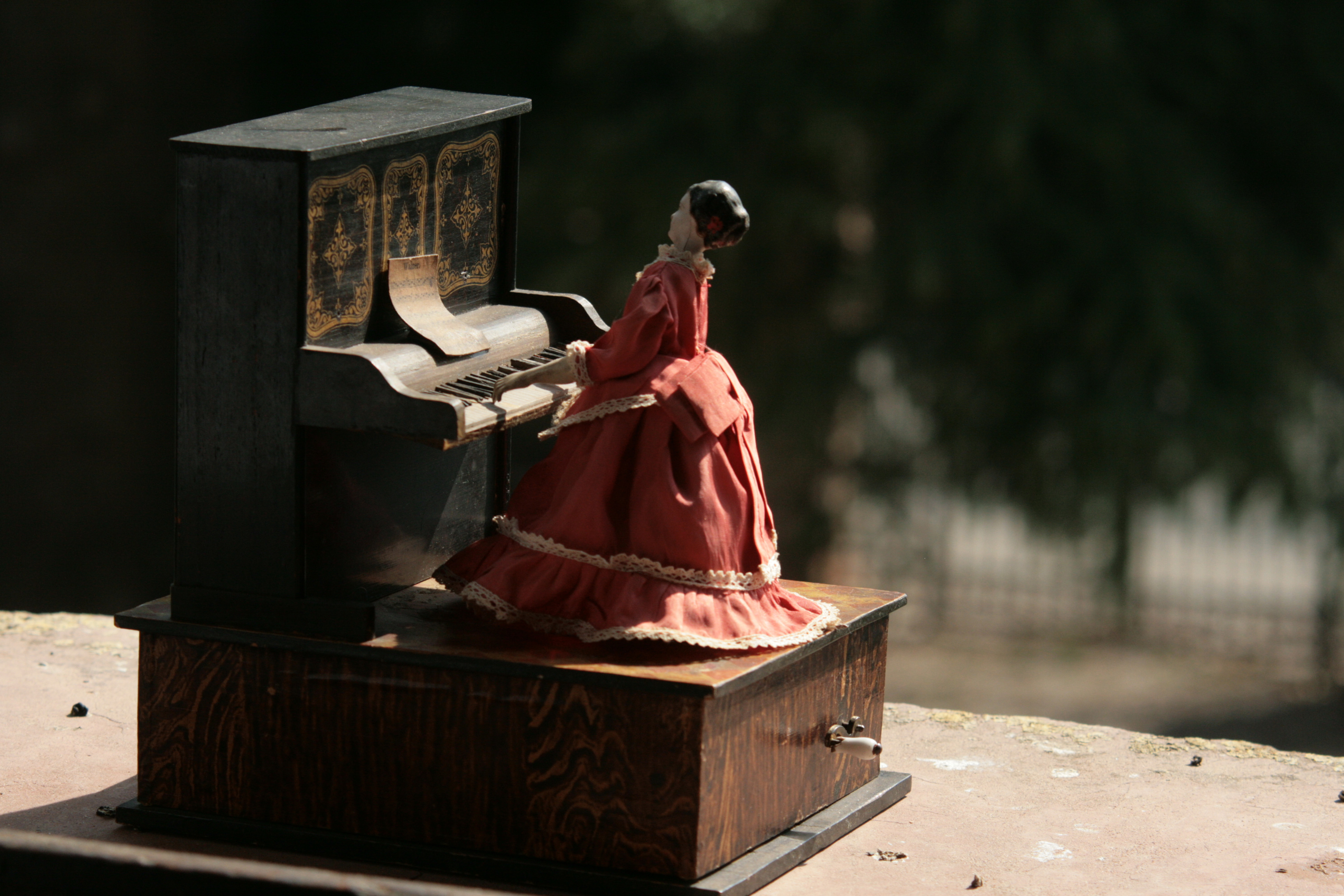
Villa Lattes: la pianista, pezzo della collezione Lattes

- Villa Lattes: la pianista, pezzo della collezione Lattesla pianista: di esemplari complessi se ne producevano in Germania e Svizzera, quello del Lattes è assai semplice ma delicato. La bambolina suona un walzer che, stranamente, non corrisponde alla musica scritta nel piccolo spartito sul piano;

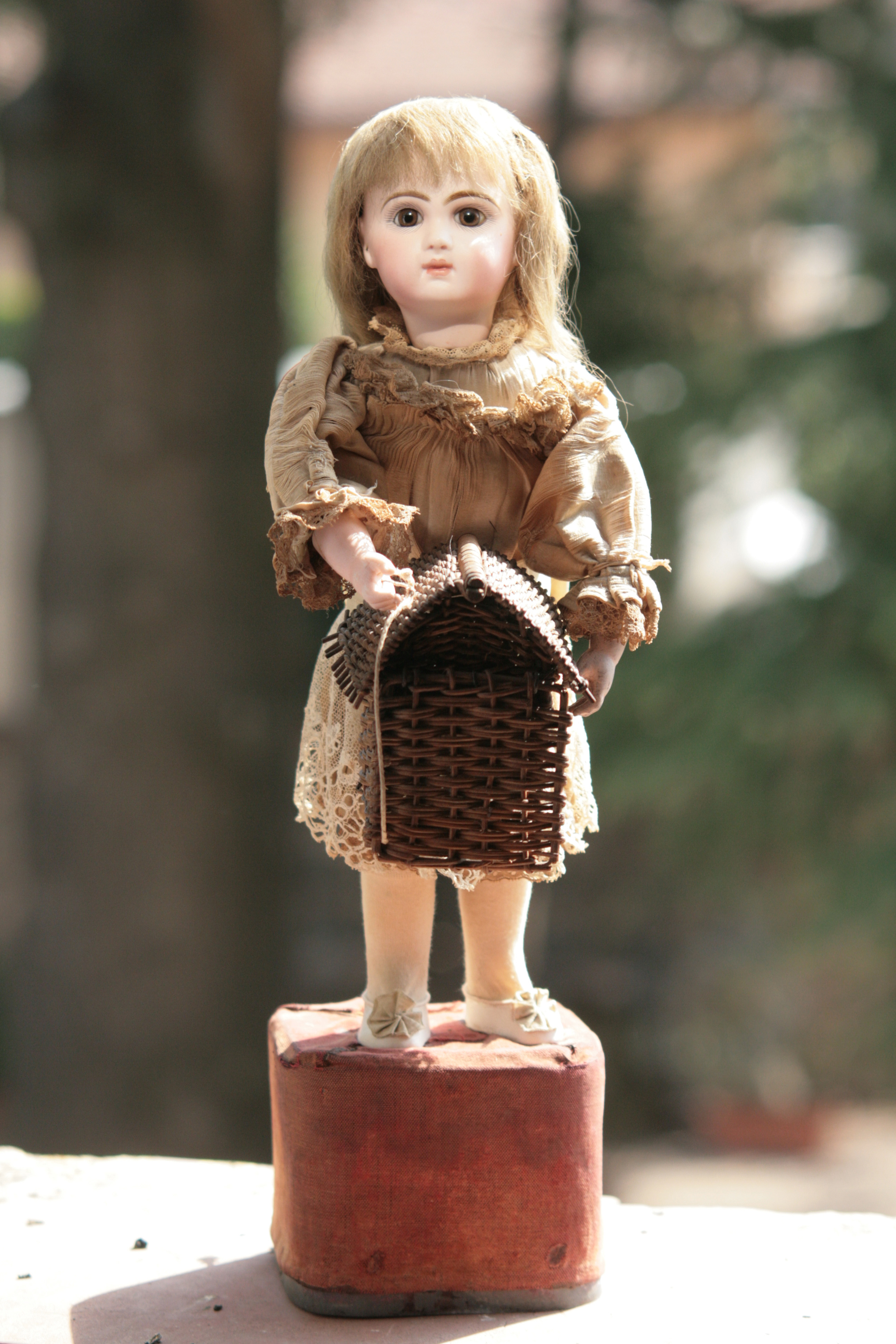
Villa Lattes: la bambola con la gabbietta, pezzo della collezione Lattes

- Villa Lattes: la bambola con la gabbietta, pezzo della collezione Lattesla bambola con la gabbietta: ha acconciatura e abbigliamento da bambina, il suo gesto eseguito al suono del carillon fa sì che si apra la gabbietta, che reca in mano, e si intraveda un uccellino;
- la bambola che cammina: di produzione parigina. Mostra un elegante quanto aggraziata dama che, al suono del carillon, muove il ventaglio e l'occhialino. La bambola inoltre si muove grazie a piccole ruote su un binario, il suo lungo vestito nasconde il meccanismo facendo sembrare realistica la sua avanzata;
- l'escamoteur: questo meccanismo imita il tradizionale "gioco dei bussolotti" che si poteva trovare nelle fiere e nelle sagre paesane in cui il giocatore doveva indovinare sotto quale contenitore si trovasse la pallina. Questo automa, dal tema orientale, vede un pupazzo che alza alternativamente le braccia coi bussolotti e mostra la pallina che compare e scompare. Il suo meccanismo non è più funzionante;
- l'uccellino in gabbia: pregevole la sua fattura, riproduce un uccellino in gabbia, il suono che produce è accompagnato dal cinguettio dell'uccellino, simile al canto di un usignolo;

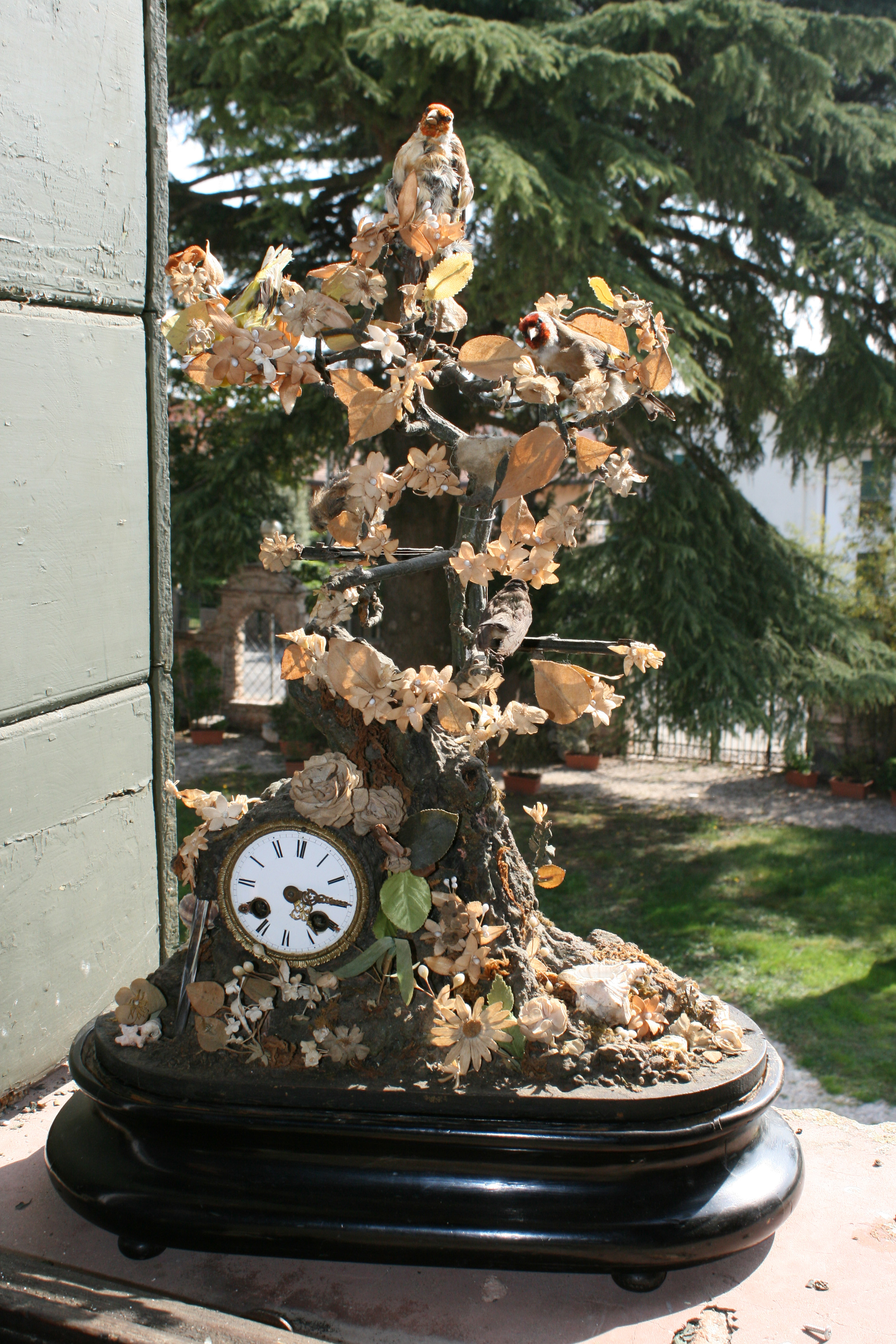
Villa Lattes: gli uccellini sul ramo, pezzo della collezione Lattes

- Villa Lattes: gli uccellini sul ramo, pezzo della collezione Lattesgli uccellini sul ramo: giocattolo piuttosto complesso; è formato da un gruppo di uccellini imbalsamati appollaiati su più rami, un orologio e una colonnina di cristallo che ruotando simula una cascata d'acqua. Gli uccellini cinguettano producendo un suono gradevole e rilassante;
- la boîte à musique: con questo termine si indica il meccanismo che produce il suono del carillon, contenuto in un cofanetto che fa da cassa armonica. Nella collezione Lattes ve ne sono di diversi modelli, alcuni di grandi dimensioni come ad esempio quello prodotto dai fratelli Mermod, che raggiunge il metro di lunghezza. Il coperchio è solitamente in vetro per permettere di osservare il raffinato meccanismo in funzione;
- la monferrina: strumento che accorpa il meccanismo del carillon alla struttura dell'organo. L'esemplare di villa Lattes è ad oggi funzionante e sembra essere stato prodotto da Nicolao Denis, di Torino;
- la veduta con la torre dell'orologio: costituisce l'unico esemplare della collezione Lattes in cui si può perfettamente vedere il funzionamento del meccanismo solitamente celato dei carillon. Quest'opera si presenta come un quadro in cui è rappresentato un paesaggio dove una torre mostra un orologio funzionante, allo scoccare dell'ora infatti si attiva il suono delle campane con tanti rintocchi quanti corrispondono all'ora. Il meccanismo si può osservare sollevando la tela del dipinto;
- la nave nella tempesta: privo di suono musicale. È costituito da una boccia in vetro su piedistallo contenente il meccanismo, ospita in primo piano degli scogli e delle onde in cartapesta che si muovono a simulare una tempesta della quale è vittima un veliero dalle vele ammainate sullo sfondo della composizione;
- il telefono bar: emblema del carattere giocoso del Lattes, si presenta con le sembianze di un telefono che, non appena azionato con il gesto di fare una telefonata, fa suonare la musichetta del carillon. Il gioco termina con l'apertura del telefono e l'esibizione di un servizio da rosolio. Lo strumento è di produzione francese ma, con sorpresa, il suono riproduce il "Dio salvi la regina", inno nazionale inglese.[4] Con ogni probabilità quello del telefono bar è l'ultimo gioco cui l'avvocato sottoponeva i suoi ospiti offrendo loro il cosiddetto bicchiere della staffa.

## Curiosità
- Quanto oggi si vede in villa Lattes è soltanto una parte della vasta raccolta di quadri, oggetti e arredi accumulati da Bruno Lattes. Dipinti del Todeschini sono stati trasferiti al Museo Civico di Treviso, altri oggetti di pregio si trovano nella sala di rappresentanza di Cà Sugana, sede municipale di Treviso, e nel Teatro Comunale di Treviso. Non solo, molti altri sono conservati in un deposito ove evitare di soffocare eccessivamente gli interni della villa. La collezione Lattes infatti è piuttosto sovrabbondante e disordinata, l'avvocato non raccoglie oggetti secondo criteri razionali, come l'illustre coetaneo Nando Salce, piuttosto si lasciava ammaliare dal loro aspetto, spesso curioso, e acquistava in completa libertà.[5]
- Alfred Chapuis fu ospite del Lattes mentre rediceva il suo trattato sui meccanismi e sui carillon; nella visita del 1953 il Lattes morì in sua presenza. Amareggiato e colpito dall'improvvisa scomparsa dell'ormai amico, decise di dedicargli il suo trattato edito nel '53, l'Histoire.[5]
- Nella villa di Istrana si sono girate alcune scene del film Signore & signori di Pietro Germi e dello sceneggiato televisivo Dei miei bollenti spiriti del regista Sandro Bolchi.
- Nel gennaio 1979 dei ladri hanno trafugato un'opera, il "Giuseppe Brona, capitan di mar". Pochi anni dopo l'opera fu ritrovata in una galleria di Londra mentre stava per essere venduta all'asta.[6]
- Abramo Lattes fu coinvolto in un contrasto con l'allora Vescovo di Treviso. Quest'ultimo infatti chiedeva al Lattes di murare la porta che dalla chiesetta porta alla villa e di mantenere aperta al pubblico quella rivolta alla strada. Era evidente che il Vescovo poco tollerava la possibilità che un ebreo, il Lattes, potesse entrare in un tempio cristiano. Il Lattes naturalmente si oppose con pugno fermo e con indignazione dal momento che, a sue spese, aveva ripristinato una struttura cristiana (nonostante professasse un altro credo) e l'aveva generosamente aperta alla gente di Istrana. Minacciando di ridestinarla ad uso agrario e di chiuderla per sempre alla popolazione, vinse la controversia.[7]
- Quando il Lattes era ancora vivente fu il destinatario di una lettera del Massari, giunta direttamente dai Campi Elisi. Si tratta dell'ennesima trovata giocosa e quasi autocelebrativa dell'avvocato consistente in un falso storico, un documento scritto su pergamena in eleganti caratteri e decorato da schizzi di parti della villa, in cui l'architetto si complimenta per aver riportato la villa ai fasti settecenteschi. Il testo riporta:

"Al chiarissimo et Onorandissimo Signore / Prof Bruno Lattes docente in diritto / Ti sono riconoscente di aver ripristinato / nella sua originale grazia et eleganza la / villa d'Istrana che fu la creazione prima / e più cara della mia vita d'artista. / Essa ora, così adorna di cose preziose e / rare che hai saputo scegliere nel vasto Mondo, / circondata di dolci acque e fontane mormoranti, / di aiuole dai verdi tappeti, di statue, di fiori, ri- / splende di vera bellezza e rispecchia intero e / vivo il mio sogno creatore. / Il mio spirito vi ritorna e vi rimane ormai, / pacato, sereno, orgoglioso e protettore. / Sia Essa sempre asilo di pace e di letizia / per Te e per coloro che la tua gentilezza sa / accogliere et ospitare. / Giorgio Massari architetto"